# Servant×Service
《爆趣鄉公所》為高津Karino的日本漫畫作品。自漫畫改編的電視動畫於2013年7月至9月播放。

## 概要
本作自『增刊YOUNG GANGAN』（史克威爾艾尼克斯）Vol.1（2007年）開始連載。中間經歷『增刊YOUNG GANGAN BIG』、目前於『月刊BIG GANGAN』連載中。
本作以北海道的某市某區公所（作中為）保健福祉課為舞台、是一部描繪在該處工作的公務員的日常的四格漫畫。
如同日版第1卷的書腰上印的「工作？那是當然的對吧！」，與同作者的『WORKING!!』相比，描寫了更多的工作情況。作者有實際於區公所服務的經驗（但並非公務員），「電話上踢皮球的緣由」及「臨時職員的待遇」等等，時常表現出區公所職員的共同經驗。
作者於本作品開始採用ComicWorks進行數位後製。
2013年7月開始播放電視動畫。

## 登場人物
声優的表記來自單行本第2卷初回限定特装版同綑廣播劇CD，並與電視動畫版相同。

### 主要人物
山神露西【以下略】（Yamagami Lucy）　配音：茅野愛衣（日本）；何寶珊（香港）
本作的主角。配屬於福祉给付事務科的新人職員。20歲。是一位戴眼鏡的短髮女性。頭上有一條會隨著主人情感晃動的呆毛。
有著非常長的名字，長到擁有「現代版寿限無」的稱號。為了找出當初受理這樣的名字的區公所職員並向他抱怨，而成為了公務員。在減短名字時寫做山神留子（本人相當喜歡這個名字）。到故事完结时已改短名字为露西。
雖然有正經的性格，在工作上表現認真，卻也稍微帶有天然而少根筋。非常不喜歡虧欠他人，就算需要幫助時，也會逞強想一個人解決。因為高中是讀女校所以很少能認識異性、屢屢會沒注意到自己被性騷擾。遲鈍到被長谷部豐說「如果被帶到旅館的話會很危險吧」時，完全聽不懂他在指什麼。另外，本人自稱「活字中毒」，不惜削減伙食及生活費也要買書。因此平時的飲食極為窮酸。見狀後看不下去的長谷部，因為請她吃飯，而變得時常交談。
胸部非常大的巨乳，不過本人卻因此感到自卑。當時被惠推測有F罩杯的時候，高興地說「看起來有這麼小嗎！！？」。為了還豐人情而告訴他實際尺寸時（豐只是說玩笑話），尺寸大到讓豐非常吃驚，還用手指算了一算。似乎穿戴比較小尺寸的胸罩，有時只是打個噴嚏就壞掉了。
塗鴉漫畫中有一段梗，是關於讓胸部看起來比較小的胸罩（當時沒有H罩杯的尺寸），被豐說道「沒有適合露西的尺寸呢」。
設定上，與作者官方網站中的網頁版《WORKING!!》中的東田大輔及河野拓哉有關聯。
起初不喜歡長谷部，因為他經常取笑她，但在整個故事中，她開始注意到他對自己的感情。意味著想更加了解對方，並且對長谷部產生戀情。
長谷部豐（Hasebe Yutaka）　配音：鈴木達央（日本）；陳灝瑋（香港）
配屬於福祉第一科的新人男職員。22歲。在作品中除千早惠外唯二知曉且能叫出「露西」以下的一部分名字的人物。
容易得意忘形，常常在工作上偷懶（但是自己的工作的範圍會好好的做完）。在工作上十分有才、知識也很豐富。從祖父那代就是公務員，而自己也沒有什麼特別的興趣，因此選擇當公務員。
相貌不俗、與女性交往相當輕浮。最初見到露西時能很隨意的作弄她、後來反倒時常被露西的個性牽著鼻子走，最後向露西表白卻被拒絕。對於沒有什麼特別的理由，選擇了與父母一樣成為公務員、心裡感到有些自責。被露西說「不管別人說什麼，只要你覺得現在的生活快樂，我覺得就沒問題了」、以此為契機，變的對露西 ｢不能說笑程度的喜歡｣ 的樣子。
私生活相當純樸、自從向露西告白之後就再也沒跟女生出去玩。此外，會做料理，但以｢如果被刺到就麻煩了｣的這個理由，而並未在家擺放任何調理器具。視力很差，在家中戴著眼鏡。
玩過很多不同類型的電子遊戲，當中亦不乏成人遊戲，因此認識不少動畫電玩角色。
不擅長應付身為青梅竹馬的讓二。
在作者推特的附贈漫畫中，他與露西結婚並育有一女。
三好紗耶（Miyoshi Saya）　配音：中原麻衣（日本）；凌晞（香港）
24歲。隸屬於福祉第二科的新人女職員。以往沒有任何工作經驗，現為大學畢業後首份獲取錄的工作。
對人處事相當成熟、無法跟對話對象開天窗說亮話，實際上是因為顧慮他人，或者因為本性有會不小心直接戳中周圍故意不談的話題的習慣。本人表示因為「以前被人講太多嘴，又或者被講很冷淡」，平時會有意識的控制自己的發言。
因為一不小心說溜嘴就會讓周遭生氣，本人雖然非常自律，但有一次對強拉露西外出的讓二，斷言他「差勁」、「賤人」，或是讓塔子大哭、又或者是想激勵豐的話反而讓他沮喪等等，並沒有非常順利。
處理窗口的業務時，常被老人家及塔子抓著長談，以致於時常沒有時間處理事務等工作。會製作老人家易懂的表格等等，因為貼心而廣受老人家們歡迎。
在作者推特的附贈漫畫中，透露了她與讓二結婚並生了一個兒子。
千早惠（Chihaya Megumi）　配音：豐崎愛生（日本）；柚子蜜（香港）
20歲。沒有參加公務員考試，是福利金發放事務科的臨時合約職員。平時工作與服務應對都是以流水式進行。
對COSPLAY獻出自己，喜歡自己COS也喜歡欣賞別人的COSPLAY造型。為了可以經常出席COSPLAY的活動，扮演更多不同角色，而成為臨時職員，以便隨時請假，自稱為衛生福利課的「非正常的存在」。每年都會在八月中和年底申請假期，在Comiket期間發售自己創作的同人誌，而最近的作品是《Magical Flowers》。
實際上是大志現在的女朋友。對於溫柔的大志抱著好感。被溫柔的對待十分的開心、但對於太溫柔什麼都不做這件事似乎有些不滿。
為了保護毫無防備的露西而對豐費心監視，但在與豐達成約會服交由她全權處理後放過了豐與露西的約會。
名字的由来為神事衣装的千早。
雖然作者表示過去工作的職場中「個性上沒有遇到這樣的人」，但也提示了是以原職場中的 cosplayer 作為原型。
一宮大志（Ichimiya Taishi）　配音：櫻井孝宏（日本）；周良鴻（香港）
福祉第一科的男性職員。26歲。在高中畢業後就進入區公所就職，至今工作已有八年。
負責露西、豐、紗耶的教育擔當、被有個性的新人左右。雖然個性溫柔卻很悲觀、有自虐症。
雖然有女朋友、因為某件事情總是在靠近聖誕節的時候被甩。和現在的女朋友千早惠因為在聖誕節的時候要忙Comiket所以安全的度過第一年的樣子。順帶一提、私底下會叫女朋友的名字。
名字的由来為克拉克博士。

### 其他
一宮塔子（Ichimiya Tōko）　配音：大久保瑠美（日本）；陳皓宜（香港）
大志的妹妹、女子高校生。17歲。重度的兄控還有傲嬌。性格上，認真的擔心沒有朋友這件事。
對社会保障法令有興趣並將其背起來的保健福祉狂熱迷，以「指導區公所的課員們、驗收是否認真工作」的名目拜訪保健福祉課。
臉上有著生氣的圖案，因此看起來總是在生氣的樣子，本人形容「就像痣那樣的東西」（就算哭的時候也會出現）。
不知道自己的哥哥有女朋友這件事，也不知道惠把自己當成與哥哥見面的藉口。惠雖試著讓她察覺，但她一直沒發現，似乎因此讓惠相當困擾。
名字的由来為札幌電視塔。
百井兼藏（Momoi Kenzō）　配音：小山力也（日本）；招世亮（香港）
保健福祉課的課長。性格害羞、而以遠距離操縱兔子玩偶代替本人常駐於職場。如果覺得是課長才能如此就錯了，據說從小就是這副德性（露西言「不是超柔軟的嗎」）。
與豐的父親為區公所同期。
田中（Tanaka）　配音：高橋美佳子（日本）；林丹鳳（香港）
某市・某区民的老婆婆。保健福祉課的常客、常常很早就來對紗耶發牢騷。口癖為「我家的媳婦她啊…」。
向紗耶介紹孫子譲二，但之後的爭執讓紗耶討厭譲二，事後識相的不再提到自己的孫子。
田中讓二（Tanaka Jōji）　配音：柿原徹也、真堂圭〔幼年〕（日本）；黃積權、羅孔柔〔幼年〕（香港）
田中的孫子、銀行員。連祖母也無法為其護航的正經八百，不知變通。
豐的青梅竹馬、無論做什麼都無法贏過豐、甚至被說「明明叫做譲二卻總是第二」。自認為因為自己的不注意而傷到豐，做了如為了道歉而上了同一間大學等變成類似跟蹤狂的性格。另外，因為認為豐對自己沒有輸過的經驗感到自卑，想要以贏過豐當作對他的道歉等等，對豐有著非常扭曲的友情。
喝醉時表面上完全看不出來，個性也不會改變，非常難分辨。
長谷部薰（Hasebe Kaoru）　配音：小林優（日本）；魏惠娥（香港）
豐的姐姐、公務員。興趣是作弄他人於股掌之間。就如同作者說「不小心的話就會畫成豐」，除了有點垂眼以外，臉部與豐非常像。
用來稱呼豐。因為看到豐把喝得爛醉的露西搬回薰家而察覺了豐的單戀。
百井花音（配音：日高里菜（日本），成瑤孆（香港））
塔子的朋友、兼蔵的女兒。長相可愛、並與父親長得很像。對於父親的那副樣子並不特別覺得如何，甚至會幫忙維護，理科能力相當強。
雖然察覺塔子的哥哥的女朋友是惠，對惠默默的努力完全不被塔子察覺感到相當驚訝。
山神父（配音：石田彰（日本），陳廷軒（香港））、 山神母（配音：折笠富美子（日本），梁少霞（香港））
山神的父母。女兒出生決定名字時聽從其他人的意見，而得到各式各樣的名字，最後因為無法決定，把全部的名字都用上去。
職員（配音：浪川大輔（日本），陳卓智（香港））
山神出生時的戶籍住民課職員。山神的雙親提出露西（略）的名字時，很乾脆的就通過申請。是長谷部的父親，由于当时丰生病而工作分心同意了露西的命名申请。
Daisy（配音：廣橋涼（日本），羅杏芝（香港））
在動畫第八話結尾長谷部豐的夢中出現。客串來自作者同一作品的『WORKING!!』，山田葵深愛的小熊布偶。

## 用語
保健福祉課
某市中某區公所的其中一課，由兼藏擔任課長。
因為是在區公所的一樓，保健福祉課的窗口往往是不知道要去哪個窗口辦理的市民來詢問的地方（特別是福祉给付事務科）。
福祉给付事務科
山神與千早所屬的分組，負責協助交通費之類社會福利等事務手續的完成。由於光是接受詢問其他辦理窗口的事物就夠忙了，最初完全沒有提到本組的主要業務。
福祉第一科
長谷部與一宮所屬的分組，負責以長期照護保險認定事務為基礎之各項社會福利事務諮詢。
福祉第二科
三好所屬的分組，負責輔助福祉第一科。
Magical Flowers
惠現在喜愛的角色扮演題材。
惠非常享受Cosplay「粉紅菊」，並推薦露西扮演「黑玫瑰」，紗耶扮演「藍繡球」。

## 出版書籍
| 卷數 | 史克威爾艾尼克斯 | 史克威爾艾尼克斯                                                  | 青文出版社    | 青文出版社                                                   |
| 卷數 | 初版發售日期     | ISBN                                                              | 初版發售日期  | ISBN / EAN                                                   |
| ---- | ---------------- | ----------------------------------------------------------------- | ------------- | ------------------------------------------------------------ |
| 1    | 2011年9月24日    | ISBN 978-4-7575-3376-9                                            | 2013年11月8日 | ISBN 978-986-310-806-1（通常版） EAN 4718016008595（特裝版） |
| 2    | 2012年11月24日   | ISBN 978-4-7575-3797-2（通常版） ISBN 978-4-7575-3621-0（特裝版） | 2014年2月6日  | ISBN 978-986-310-904-4                                       |
| 3    | 2013年6月25日    | ISBN 978-4-7575-3992-1                                            | 2014年8月7日  | ISBN 978-986-356-117-0                                       |
| 4    | 2014年8月25日    | ISBN 978-4-7575-4321-8（通常版） ISBN 978-4-7575-4322-5（特裝版） | 2015年4月22日 | ISBN 471-801-601-251-6                                       |

## 電視動畫
2013年7月開始播放。與朝日放送同時期開始的「週三動畫」播出的《Free!》相同，是《玻璃艦隊》以來睽違七年的單獨製作 。
BS11則在正式播出前，播放過特別節目《「SERVANT×SERVICE」播出前特別節目《めいあいへるぷゆー?》》。

### 製作人員
- 原作：高津Karino（「BIG GANGAN」史克威爾艾尼克斯刊）
- 監督：山本靖貴
- 系列構成：下山健人
- 人物設計：西位輝實
- 色彩設計：
- 美術監督：澀谷幸弘
- 攝影監督：廣岡岳
- 編輯：坪根健太郎
- 音響監督：藤田亞紀子
- 音樂：MONACA
- 製作人：井上貴允、西出将之
- 動畫製作人：五十嵐守
- 動畫制作：A-1 Pictures
- 製作：SERVANT×SERVICE製作委員会（Aniplex、朝日放送）

### 主題歌
片頭曲
作詞：，作曲：田中秀和，演唱：山神露西（略）（茅野愛衣）、三好紗耶（中原麻衣）、千早惠（豐崎愛生）

片尾曲
作詞：辻純更，作曲：岡部啓一
演唱：山神露西（略）（茅野愛衣）（第1－4話、第13話）
演唱：三好紗耶（中原麻衣）（第5－8話）
演唱：千早惠（豐崎愛生）（第9－12話）

### 各話列表
| 話数   | 日文標題 | 中文標題                                  | 香港J2標題               | 脚本     | 分鏡            | 演出     | 作画監督                                           |
| ------ | -------- | ----------------------------------------- | ------------------------ | -------- | --------------- | -------- | -------------------------------------------------- |
| 第1話  |          | 要注意喔 對他人的稱呼 以及理由            | 要注意 對他人稱呼 及理由 | 下山健人 | 山本靖貴        | 山本靖貴 | 西位輝實                                           |
| 第2話  |          | 工作就要 不急不躁 切勿半途而廢            | 工作時 要不慌不忙 不放棄 | 下山健人 | 松林唯人        | 松林唯人 | 小林由美 井野真理惠                                |
| 第3話  |          | 不要忽略 職場安全 身體安全                | 勿忽略 個人與職場 的安全 | 下山健人 | 大原實          | 間島崇寬 | 國行由里江 佐藤麻里那                              |
| 第4話  |          | 下週的 看不見的危險 要注意                | 下星期 隱藏的危險 須提防 | 下山健人 | 黑柳利允        | 黑柳利允 | 薗部あい子、土田仁亞 西村元秀、服部憲知            |
| 第5話  |          | 活用大家擁有的恐怖體驗 今天也是健全的職場 | 應活用 恐怖的經驗 保平安 | 下山健人 | 青山弘 渡邊了   | 淺見松雄 | 山野雅明 德田夢之介                                |
| 第6話  |          | 確認 意外的問題 捉迷藏                    | 要確認 意外的問題 捉迷藏 | 下山健人 | 田所修          | 草刈大介 | 小倉典子 北村友幸                                  |
| 第7話  |          | 自我克制 在看不見的地方 會有人在          | 須克制 在不起眼處 有人在 | 下山健人 | 山本里織        | 加藤誠   | 土田仁亞 小澤圓                                    |
| 第8話  |          | 危險之芽 田中的孫子 多加注意                | 險之苗 田中的孫子 須愼防 | 下山健人 | 大原實          | 山本弘   | 薗部あい子 小林由美 西村元秀                       |
| 第9話  |          | 還有嗎 閒暇之心與 層層累積                | 還有嗎 閒暇的內心 累積中 | 下山健人 | 西本由紀夫      | 吉田光春 | 玉利和枝 柳田義明                                  |
| 第10話 |          | 過會就好 順便就好 非常後悔                | 待會吧 順便就好吧 超後悔 | 下山健人 | 大原實          | 草刈大介 | 小倉典子、北村友幸 森悦史                          |
| 第11話 |          | 要注意 把你當成目標的 甜蜜陷阱            | 注意了 甜蜜的陷阱 瞄準你 | 下山健人 | 田所修          | 佐藤和磨 | 荒尾英幸                                           |
| 第12話 |          | 稍待片刻 習慣與大意 會因此致命            | 要稍等 習慣和大意 會致命 | 下山健人 | 山本里織        | 加藤誠   | 德田夢之介、山野雅明                               |
| 第13話 |          | 這樣就很好 明天也能繼續的 快樂職場        | 這就好 明天職場也 樂融融 | 下山健人 | 青山弘 阿部記之 | 淺見松雄 | 小林由美、山野雅明 薗部あい子、井野真理惠 土田仁亞 |

### 播放電視台
日本深夜動畫：下文記載的日本国内播放時間使用日本標準時間（UTC+9）表示。因為部分時間标识會採用30小时制，因此請留意这类超过24:00的时间，其實際播放時間為翌日清晨。
| 播放地區   | 播放電視台   | 播放日期                | 播放時間（UTC+9）         | 所屬聯播網                           | 備註                                          |
| ---------- | ------------ | ----------------------- | ------------------------- | ------------------------------------ | --------------------------------------------- |
| 近畿廣域圈 | 朝日放送     | 2013年7月4日－9月26日   | 星期四 27時08分－27時38分 | 朝日電視網                           | 製作局                                        |
| 東京都     | TOKYO MX     | 2013年7月6日－9月28日   | 星期六 24時30分－25時00分 | 獨立UHF局                            | E!TV節目                                      |
| 栃木縣     | 栃木電視台   | 2013年7月6日－9月28日   | 星期六 24時30分－25時00分 | 獨立UHF局                            |                                               |
| 群馬縣     | 群馬電視台   | 2013年7月6日－9月28日   | 星期六 24時30分－25時00分 | 獨立UHF局                            |                                               |
| 北海道     | 北海道放送   | 2013年7月6日－9月28日   | 星期六 26時18分－26時48分 | 日本新聞網                           |                                               |
| 韓国全域   | ANIPLUS      | 2013年7月8日－9月30日   | 星期一 24時30分－25時00分 | 衛星放送、網絡放送 有線電視 網絡電視 | 15歲以上視聽可放送 韓国語字幕                 |
| 中京廣域圈 | 中京電視台   | 2013年7月8日－9月30日   | 星期一 27時24分－27時54分 | 日本電視網                           |                                               |
| 日本全國   | 萬代頻道     | 2013年7月9日－10月1日   | 星期二 12時00分 更新      | 網絡電視                             | 最新話1週間免費                               |
| 日本全國   | NICONICO直播 | 2013年7月9日－10月1日   | 星期二 23時00分－23時30分 | 網絡電視                             |                                               |
| 日本全國   | NICONICO頻道 | 2013年7月9日－10月1日   | 星期二 23時30分 更新      | 網絡電視                             | 最新話1週間免費                               |
| 日本全國   | BS11         | 2013年7月13日－10月5日  | 星期六 24時30分－25時00分 | 衛星電視                             | ANIME+節目                                    |
| 日本全國   | AT-X         | 2013年7月16日－10月8日  | 星期二 22時30分－23時00分 | 衛星電視                             | 有重播                                        |
| 香港       | J2           | 2013年9月18日－12月11日 | 星期三 24時00分－24時30分 | 地面電視                             | UTC+8 有重播 有字幕 雙語廣播 myTV提供14天重溫 |

### Blu-ray / DVD
| 卷 | 發售日         | 收錄話         | 規格編號     | 規格編號     | 規格編號  |
| 卷 | 發售日         | 收錄話         | BD限定版     | DVD限定版    | DVD通常版 |
| -- | -------------- | -------------- | ------------ | ------------ | --------- |
| 1  | 2013年8月21日  | 第1話          | ANZX-6331-33 | ANZB-6331-33 | ANSB-6331 |
| 2  | 2013年9月25日  | 第2話－第3話   | ANZX-6334-35 | ANZB-6334-35 | ANSB-6334 |
| 3  | 2013年10月23日 | 第4話－第5話   | ANZX-6336-37 | ANZB-6336-37 | ANSB-6336 |
| 4  | 2013年11月27日 | 第6話－第7話   | ANZX-6338-39 | ANZB-6338-39 | ANSB-6338 |
| 5  | 2013年12月25日 | 第8話－第9話   | ANZX-6340-41 | ANZB-6340-41 | ANSB-6340 |
| 6  | 2014年1月22日  | 第10話－第11話 | ANZX-6342-43 | ANZB-6342-43 | ANSB-6342 |
| 7  | 2014年2月26日  | 第12話－第13話 | ANZX-6344-45 | ANZB-6344-45 | ANSB-6344 |

### 網路廣播劇
2013年6月8日到6月29日，动画官网在动画播放期间限定播放Web广播剧「山田中さん」。毎週周六更新。主持人为在『WORKING!!』系列飾演山田葵的廣橋涼，及本作飾演田中的高橋美佳子。

## 註解
1. ↑  於連載第一回目登場的區公所外觀為札幌市清田区的總和廳舍。
2. ↑  如同尾巴般晃動或敬禮
3. ↑  在《增刊YOUNG GANGAN》Vol.5中出現了。還有在第二集的初回限定特装版中的特典CD中還出現了等接下去的名字（漢字不詳）。已可確認長度已遠超過落語「壽限無」中的名字。
4. ↑  此時，兩人因電車人太多，而走了約十站距離的路。
5. ↑  若計算與同為朝日系統的名古屋電視放送的共同製作的話、則有2006年的《銀色的奧林西斯》、2013年的《黑輪君》。
6. ↑   註:

## 外部連結
- SERVANT×SERVICE | 月刊ビッグガンガン | SQUARE ENIX（页面存档备份，存于） - 作品介紹（日語）
- TV動畫「SERVANT×SERVICE」官網（页面存档备份，存于）（日語）
- SERVANT×SERVICE | WORKS | A-1 Pictures（日語）
- 朝日放送 | SERVANT×SERVICE（页面存档备份，存于）（日語）
- TVB官方網站（页面存档备份，存于）（繁體中文）
- 香港電視大典：爆趣鄉公所（繁體中文）